# ريتشل دون
ريتشل دون (بالإنجليزية: Rachel Don)‏ هي عاملة إجتماعية نيوزيلندية، ولدت في 23 يوليو 1866، وتوفيت في 4 سبتمبر 1941.